# Szemere (keresztnév)
A Szemere régi magyar személynév, a szem kicsinyítő képzős származéka, ezért a jelentése ’szemecske’.

## Gyakorisága
Az 1990-es években szórványos név, a 2000-es években nem szerepel a 100 leggyakoribb férfinév között.

## Névnapok
- február 23.[2]
- május 26.[2]

## Híres Szemerék
- Paksy Szemere